# Tojo Sho
Sho Tojo (sinh ngày 3 tháng 4 năm 1980) là một cầu thủ bóng đá người Nhật Bản.

## Sự nghiệp câu lạc bộ
Sho Tojo đã từng chơi cho Cerezo Osaka.